# Конеево (Чухломский район)
Конеево — опустевшая деревня в Чухломском муниципальном районе Костромской области. Входит в состав Петровского сельского поселения

## География
Находится в северной части Костромской области на расстоянии приблизительно 12 км на восток по прямой от города Чухлома, административного центра района на левобережье реки Вига.

## История
В 1872 году здесь было учтено 15 дворов, в 1907 году — 7.

## Население
Постоянное население составляло 69 человек (1872 год), 46 (1897), 34 (1907), 0 как в 2002 году, так и в 2022.